# Internationale Cricket-Saison 1939
Die internationale Cricket-Saison 1939 fand zwischen Mai 1939 und September 1939 statt. Als Sommersaison wurden vorwiegend Heimspiele der Mannschaften aus Europa ausgetragen. Dies war die letzte Saison vor dem Beginn des Zweiten Weltkriegs. Während dieser Zeit wurde Wettbewerbs-Cricket nur vereinzelt in Indien und zwischen Militärmannschaften ausgetragen.

## Überblick

### Internationale Touren
| Beginn        | Heimteam | Auswärtsteam | Resultate | Artikel |
| Beginn        | Heimteam | Auswärtsteam | Test      | Artikel |
| ------------- | -------- | ------------ | --------- | ------- |
| 24. Juni 1939 | England  | West Indies  | 1–0 [3]   | Artikel |

## Nationale Meisterschaften
Aufgeführt sind die nationalen Meisterschaften der Full Member des ICC.
| Land    | First-Class              |
| ------- | ------------------------ |
| England | County Championship 1939 |